# هيئة المحلفين

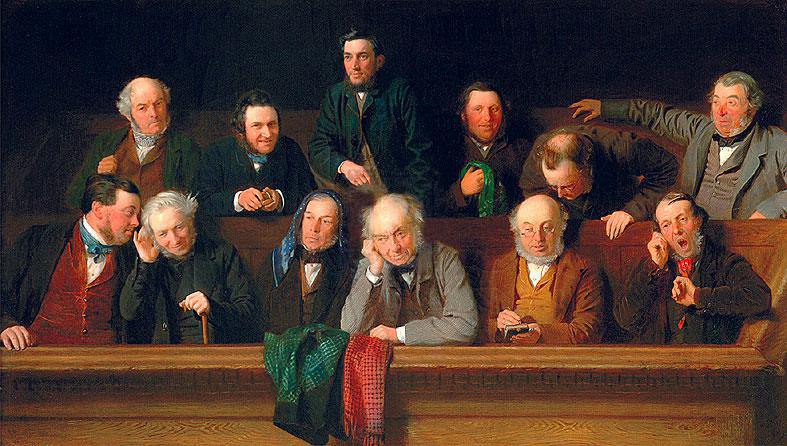
المحلفين لوحة في 1861 لهيئة محلفين بريطانية

هيئة المحلفين هو نظام يشرك المواطن في عملية تطبيق العدالة الجنائية، ذلك انه يكفل تمثيل المواطنين في تشكيل هيئة الاتهام أو المحاكمة –أو كليهما- بصفتهم مواطنين وليسوا متخصصين. وللتأهل للمشاركة في الهيئة التي تعرف عادة باسم هيئة المحلفين، يتم اختيار مواطنين وفحصهم بواسطة عملية اختيار المحلفين التي تسمى عملية الاستجواب للتحقق من الأهلية في المشاركة.

## أنواع هيئة المحلفين
هناك نوعان من هيئات المحلفين
- هيئة المحلفين الكبرى تحدد ما إذا كانت هناك ادلة كافية لاصدار اتهام ضد إنسان بجرم معين.
- هيئة المحلفين الصغرى تستمع إلى الوقائع لتصدر قرارها بالإدانة أو البراءة للمتهم.

## طريقة اختيار هيئة المحلفين
مقال تفصيلي: أبحاث هيئة المحلفين، تعليمات هيئة المحلفين
يمكن أن تستغرق عملية اختيار أعضاء هيئة المحلفين بين أقل من ساعة وعدة أيام، إذ يتوقف ذلك على خطورة القضايا والحوادث. بالإضافة إلى خطورة القضية، يؤثر موقع هذه القضية على الجدول الزمني للعملية، وتختلف بين دولة وأخرى.
ويتم اختيار هيئة المحلفين عن طريق المدعي العام ومحامي الدفاع، وأنه عندما يتعلق الأمر بالقضايا الخطيرة مثل القتل العمد عن سابق إصرار، حيث يمكن أن تفرض الحكومة الفدرالية والعديد من الولايات عقوبة الإعدام «لا يحق سوى للأشخاص الذين لديهم القدرة الأخلاقية على النظر في فرض عقوبة الإعدام» العمل في هيئة المحلفين. وهؤلاء المؤهلون يمرون بعملية اختيار مكثفة وشاملة، لتحديد ما إذا كان عضو هيئة المحلفين لديه معتقد ديني أو أخلاقي يحرم عليه فرض عقوبة الإعدام على شخص ما. وتنطبق العملية نفسها على الأشخاص الذين يؤمنون بعكس هذا المبدأ، وهو أن جميع قضايا القتل الجنائي يجب أن تنتهي بإعدام المدعى عليه.

## الدول التي تستعين بالمحلفين في نظامها القضائي
هيئة المحلفين معمول بها في الدول التي تتبع النظام القانوني الأنجلوسكسوني، منها دول التاج البريطاني والولايات المتحدة الأمريكية.

## وصلات خارجية
- نظام المحلفين
- تركيب هيئة المحلفين موقع أمريكا
- هيئة المحلفين الكبرى
- دور المحلف
- نظام المحلفين في المحاكم الأميركية يستهدف الحفاظ على النزاهة والحياد